# Alain Cotta
Pour les articles homonymes, voir Cotta.
Alain Cotta, né le 16 février 1934 à Nice, est un économiste français.
Professeur à l'École des hautes études commerciales de Paris et à l'Université Paris-Dauphine, il est l'auteur de nombreux ouvrages économiques.

## Biographie

### Jeunesse et études
Alain Cotta naît le 16 février 1934. Il est le fils de Jacques Cotta, avocat pénaliste et maire SFIO de Nice à la Libération (de 1945 à 1947) et d'Hélène Scoffier, également avocate. Alain Cotta est le frère de la journaliste Michèle Cotta et le demi-frère du journaliste et réalisateur Jacques Cotta et de l'avocate Françoise Cotta. 
Alain Cotta est diplômé d'HEC Paris (promotion 1954) et agrégé de droit et de sciences économiques. Il est titulaire d'un doctorat en économie.

### Parcours professionnel
Alain Cotta commence sa carrière à l'université de Caen en 1960. 
En 1968, il participe à la création de l'université Paris Dauphine.[réf. nécessaire] Il rejoint l'université comme enseignant cette année-là[réf. à confirmer]. Il prend la direction de l'UFR « Sciences des Organisations », qu'il conserve jusqu'en 1975. Il assure la direction du CREPA depuis 1971. Il dirige le DEA 101 « politique générale des organisations » jusqu'en 2002. Le DEA 101 est devenu le Master 2 101 « Politique générale et stratégie des organisations ». Il enseigne également à HEC Paris.[réf. nécessaire].
Il est membre du Siècle.

### Radio
Il a tenu une émission mensuelle sur Radio Courtoisie de mi-2011 à mi-2013. Il participe depuis les années 2000 à l'émission Le libre journal de la France libre sur Radio Courtoisie, animée par Henri Fouquereau.

### Engagements
En février 1978, il fait partie des membres fondateurs du Comité des intellectuels pour l'Europe des libertés. Il est membre de la Commission trilatérale[réf. nécessaire].
Il milite pour une sortie de la France de l'euro,. Il cosigne ainsi en 2012 un appel en faveur d'une sortie « paisible » de l'euro.

## Ouvrages
- La Dépréciation du capital et le sujet économique, 1958
- La Théorie générale du capital, de la croissance et des fluctuations, 1966
- Analyse quantitative de la croissance en pays sous- développés, 1967
- Dictionnaire de science économique, 1970
- Taux d'intérêt, plus-values et épargne en France et dans les nations occidentales, 1977
- Le Capitalisme, coll. « Que sais-je ? », 1977
- La France et l’impératif mondial, 1978
- Réflexions sur la grande transition, 1979
- La Société ludique : La Vie envahie par le jeu, 1980
- Le Triomphe des corporations, 1983
- Le Corporatisme (coll. « Que sais-je ? »), 1984
- Les 5 erreurs, 1985
- L’Homme au travail, 1987
- La France en panne, 1991
- Le Capitalisme dans tous ses états, 1991
- Pour l’Europe, contre Maastricht, 1992
- La Société du jeu, 1993
- Un nouveau président pour rien, 1994
- La Troisième Révolution Française, 1995
- L’Ivresse et la Paresse, 1998
- Wall Street ou le Miracle américain, 1999
- Une glorieuse stagnation, 2003
- Avec Coralie Calvet : Les quatre piliers de la science économique, Fayard, 2005.
- Le Rose ou le Noir, 2006
- Le Corporatisme, stade ultime du capitalisme, 2008
- Sortir de l’euro ou mourir à petit feu, 2010[14]
- Le Règne des oligarchies, 2011
- La Domestication de l’humain, 2015
- L'Hyper capitalisme mondial, Odile Jacob, 2018, 208 p. (ISBN 978-2738141460)

## Prix
- Prix Renaissance de l'économie 2011[15].